# Сибирская любовь
«Сибирская любовь» — четвёртый альбом группы «Ногу свело!», записан и издан в 1995 году в сотрудничестве с компанией «Rise Music». Альбом представляет собой «сборку» лучших композиций группы в период с 1989 по 1993 годы, записанных впервые для альбомов «1:0 в пользу девочек», «Хару Мамбуру» и «Капризы манекенщиц». Одна из целей новой работы — запись на тон-студии «Мосфильм». Работая на самой дорогой и современной на тот момент студии России, коллектив получает возможность записать симфонический оркестр в композициях «Рождественская Колыбельная» и «Super Creature».
В альбоме представлена песня «Хару Мамбуру» образца 1993 года, которая стала популярна в России. Единственной «новой песней» того периода является песня «Сибирская любовь», записанная для одноимённого альбома. С этой песней группа «Ногу свело!» принимала участие в национальном отборе конкурса «Евровидение» в 1994 году. После выхода альбома группу ждал невиданный успех: в 1996 году группа «Ногу свело!» получает премию «Звезда» в номинации «лучшая альтернативная группа» и национальную премию «Овация» как открытие года.
Автор музыки и текстов всех песен — Макс Покровский, кроме 1-й композиции — австрийской (венской) народной песни «Ах, мой милый Августин».
В начале 1990-х Макс Покровский и его сотоварищи тоже следовали общей моде на «инглиш», и у них даже накопилась масса англоязычных песенок. Многие из них потом вошли в альбом «Сибирская любовь». Например, «The Beach Rock’n’roll» — «Пляжный рок-н-ролл».

## Список композиций
| №                   | Название                        | Длительность |
| ------------------- | ------------------------------- | ------------ |
| 1.                  | «Августин»                      | 0:29         |
| 2.                  | «Пляжный рок-н-ролл »           | 4:43         |
| 3.                  | «Сибирская любовь»              | 4:27         |
| 4.                  | «Рождественская колыбельная »   | 1:54         |
| 5.                  | «Подросток Семёнов »            | 4:11         |
| 6.                  | «Сандуновские бани »            | 3:07         |
| 7.                  | «You Are Big »                  | 3:36         |
| 8.                  | «Фройлен »                      | 2:41         |
| 9.                  | «Demoralization of Love »       | 4:38         |
| 10.                 | «Вечеринка на нудистском пляже» | 3:37         |
| 11.                 | «Хару Мамбуру »                 | 3:44         |
| 12.                 | «Ольга »                        | 3:13         |
| 13.                 | «Весточка »                     | 4:23         |
| 14.                 | «Baby »                         | 3:21         |
| 15.                 | «Super Creature »               | 3:15         |
| 16.                 | «Финал (Соло на бас-гитаре)»    | 0:23         |
| Общая длительность: | Общая длительность:             | 51:54        |

## Участники записи
- Максим Покровский — вокал, бас-гитара, тексты
- Игорь Лапухин — гитара
- Антон Якомульский — барабаны
- Сергей Тененбаум — клавиши
- Игорь Марков — труба
- Константин Андреев — труба
- Дмитрий Попик — тромбон
- Александр Иванов — туба
- Виктор Медведев — клавиши (13)
- Аня Сенкевич — помощь с текстами (2, 4, 8, 10, 14, 15)
- Дмитрий Киселёв, Елена Мищурова, Антон Кулапов, Станислав Попель — струнная группа
- А. Кудрявцев, И. Холодов, В. Сиванков, О. Янчинсий, И. Палунин, А. Вяткин, С. Родин, А. Добер, А. Исплатовский — струнная группа (15)
- Владимир Золкин — аранжировка струнных (15)
- Василий Крачковский — продюсер звука, мастеринг, запись, сведение (тон-студия «Мосфильм», январь-апрель 1995 года)
- Владимир Овчинников — ассистент звукорежиссёра
- Андрей Субботин — мастеринг (Saturday Mastering Studio)